# فوجینو، شیزوئوکا

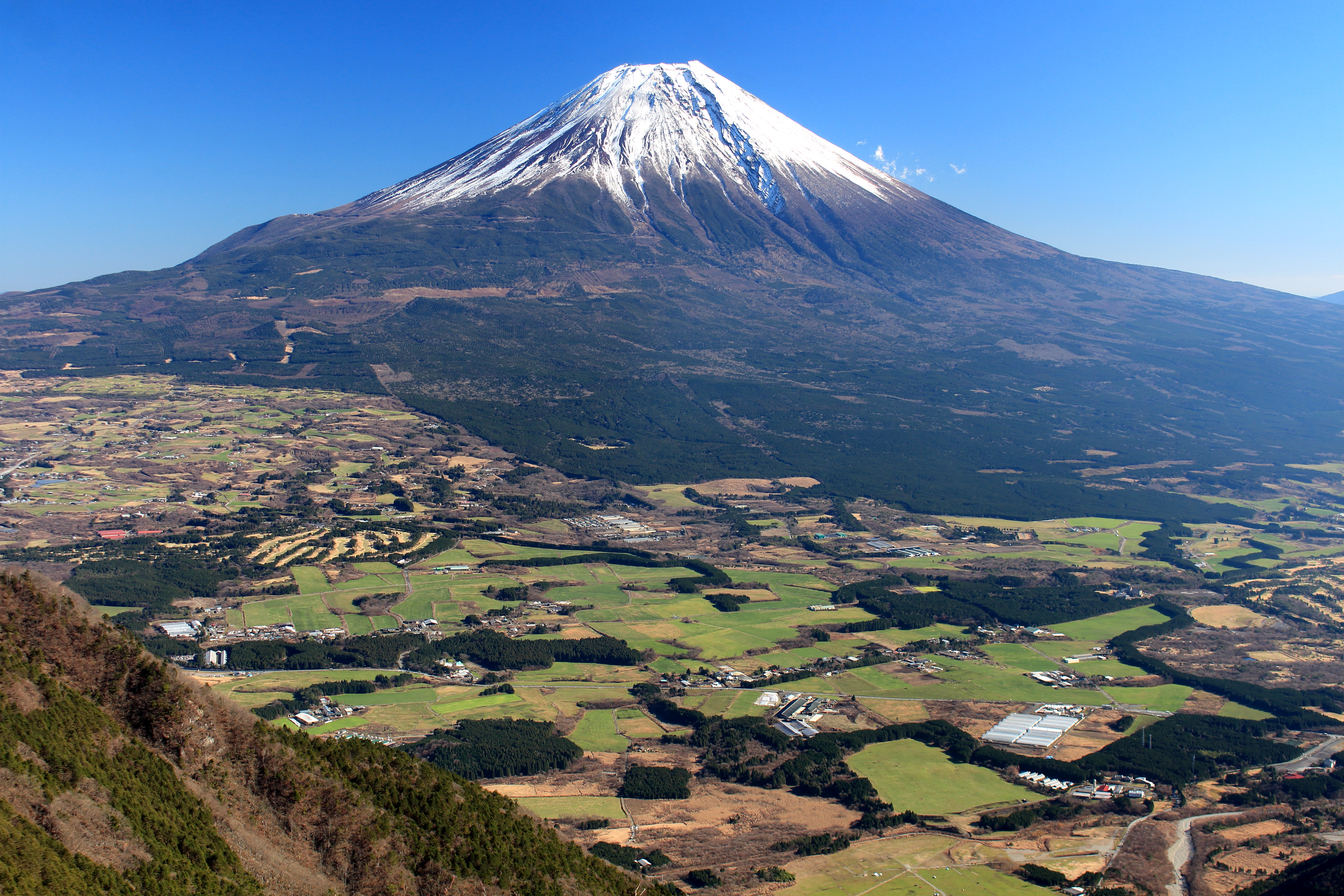

فوجینو، شیزوئوکا (به ژاپنی: 富士野 Fujino, Shizuoka)، منطقه ای است که دامنه جنوب غربی کوه فوجی را در بر می‌گیرد، واقع در فوجی‌نومیا، شیزوئوکا، استان شیزوئوکا، ژاپن که به عنوان محل رویداد شکار فوجینو ماکی گاری قرن دوازدهم شناخته می‌شود، همچنین محل انتقام برادران سوگا است.